# Salix drummondiana
Salix drummondiana är en videväxtart som beskrevs av Joseph Barratt. Salix drummondiana ingår i släktet viden, och familjen videväxter. Inga underarter finns listade i Catalogue of Life.